# 鹿豹座
鹿豹座 /kəˌmɛləˈpɑːrdəlɪs/是北方天空中代表著長頸鹿的一個大而微弱的星座。該星座於1612年或1613年由普朗修斯創建。一些較古老的天文學書籍將Camelopadalus或Camelopardus作為名稱的屬格形式，但國際天文學聯合會認可的版本與大多數關鍵恆星的屬格形式相匹配，被視為其大多數關鍵恆星的尾碼。

## 詞源學
1785年，「camelopardalis」一詞首次在英語中被證明來自拉丁語，它是希臘語的羅馬化「καμηλοπάρδαλις」，意思是「長頸鹿」，源自「κάμηλος」（「kamēlos」）「駱駝」+「πάρδαλις」（「pardalis」），「有斑點的」，因為它的脖子像駱駝一樣長，斑點像豹子。

## 特點

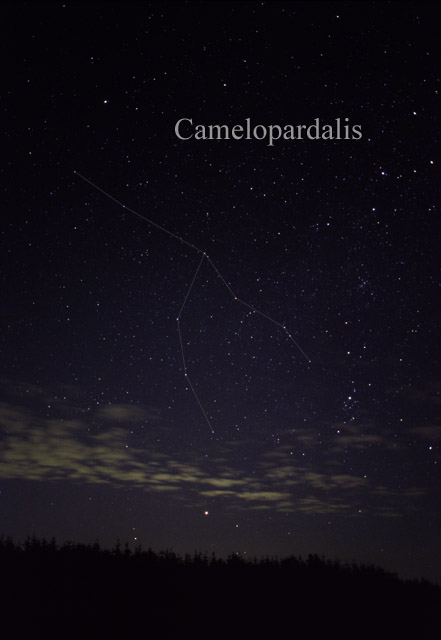
用肉眼可以看到的鹿豹座景象。

### 恆星
雖然鹿豹座是第18大星座，但它並不是一個特別明亮的星座，因為最亮的恒星只有四等星。事實上，它只包含四顆亮度超過5.0等的恆星。
- 少衛（鹿豹座α）是一顆視星等4.3等，距離地球6,000光年的藍超巨星。它是肉眼很容易看到的最遙遠的恆星之一[1]。
- 八穀增十四（鹿豹座β）是鹿豹座最亮的恆星，視星等為4.03等。這顆恆星是雙星，兩顆星的視星等分別是4.0等[9] 和8.6等。主星是一個距離地球1,000光年的黃色超巨星[1]。
- 八谷七（鹿豹座11）是一顆距離地球650光年，視星等5.2等的恆星。以裸眼觀察，它看起來非常接近視星等6.1等，與地球距離也大約相同的八谷增十三（鹿豹座12）。但透過望遠鏡放大來看，兩者的角距離相當大，因此它們不是雙星[1]。
- 北極五（Σ 1694，斯特魯維 1694）：也稱為天樞、鹿豹座32H，是距離地球約300光年的雙星。兩顆成員都是藍白色調的A型巨星；主星視星等為5.3等，伴星為視星等5.9等的聯星[1]。
- 鹿豹座CS是座內第二亮的恆星，然而它既沒有拜耳名稱也沒有佛氏名稱。它的星等為4.21，是光度略微變化的變星[9]。
- 鹿豹座Z（用業餘望遠鏡觀看其極其微弱 ）被視為美國變星觀測者協會程式經常觀測的一部分[10]。它是鹿豹座Z型變星的原型。

其它的變星有鹿豹座U、鹿豹座VZ、和米拉變星的鹿豹座T、鹿豹座X和鹿豹座R。鹿豹座RU是一顆在夜空中可見的第二型造父變星。
2011年，在該星座發現了一顆超新星。

### 深空天體
鹿豹座位於天球背離銀河平面的部分。因此，在它的邊界內可以看到許多遙遠的星系。 
- NGC 2403是M81星系團中的一個星系，距離地球約1200萬光年[12][1]，紅移為0.00043。因為它有微弱的臂和巨大的中心凸起，它被歸類為介於橢圓和螺旋星系之間。NGC 2403最早是由18世紀的天文學家威廉·赫歇爾發現的，當時他正在英國工作[12]。它的面亮度為8.0，長約0.25° [1]。
- NGC 1502是個距離地球大約3,000光年，視星等6.9等的疏散星團。它有大約45顆明亮的成員，中心還有一顆7.0等的雙星[13]。NGC 1502還與甘伯串珠有關，這是一個簡單但美麗的星號，以2.5°長的恆星鏈出現在天空中，與銀河系平行，指向仙后座[1]。
- NGC 1501是位於NGC 1502以南約1.4°處的一個行星狀星雲。
- 史塔克23是一個疏散星團，位於鹿豹座和仙后座邊界的南部。它也被稱為「帕茲米諾星團」。因為其中的恆星數量很少，它可以被歸類為「星群」（小型望遠鏡「星座」）。
- IC 342是馬菲星系群中最亮的兩個星系之一。
- NGC 1569是一個矮不規則星系，距離約1,100萬光年，11.9等星暴星系。
- NGC 2655是一個巨大的透鏡星系，視星等10.1。
- UGC 3697被稱為「積分號星系」（其位置為 7:11:4 / +71°50'）。
- MS0735.6+7421是一個紅移為0.216的星系團，距離地球26億光年。它的獨特之處在於其星系團內介質，它以非常高的速率發射 X射線。這個星系團有兩個直徑60萬光年的空洞，是由其中心的超大質量黑洞引起，該黑洞發射物質噴流。MS0735.6+742是這種現象的最大和最遙遠的例子之一[12]。
- 湯博5號（英語：Tombaugh 5）是鹿豹座中相當昏暗的一個疏散星團。它的總星等為8.4等，距離地球5,800光年。沙普利將他分類為C，川普勒分類為III 1 r，這意味著它形狀不規則，看起來鬆散。儘管它與恆星場分離，但它根本沒有集中在中心。它有100多顆亮度變化不大的恆星[14]，大部分為15等和16等[15]。
- NGC 2146是一個11等的棒旋星暴星系，由於與鄰居的相互作用而明顯扭曲。
- MACS0647-JD：宇宙中已知最遠星系的可能候選者之一（Z = 10.7）。

### 流星雨
來自209P/LINEAR彗星，一年一度的五月流星雨有一個輻射點在鹿豹座。

## 歷史

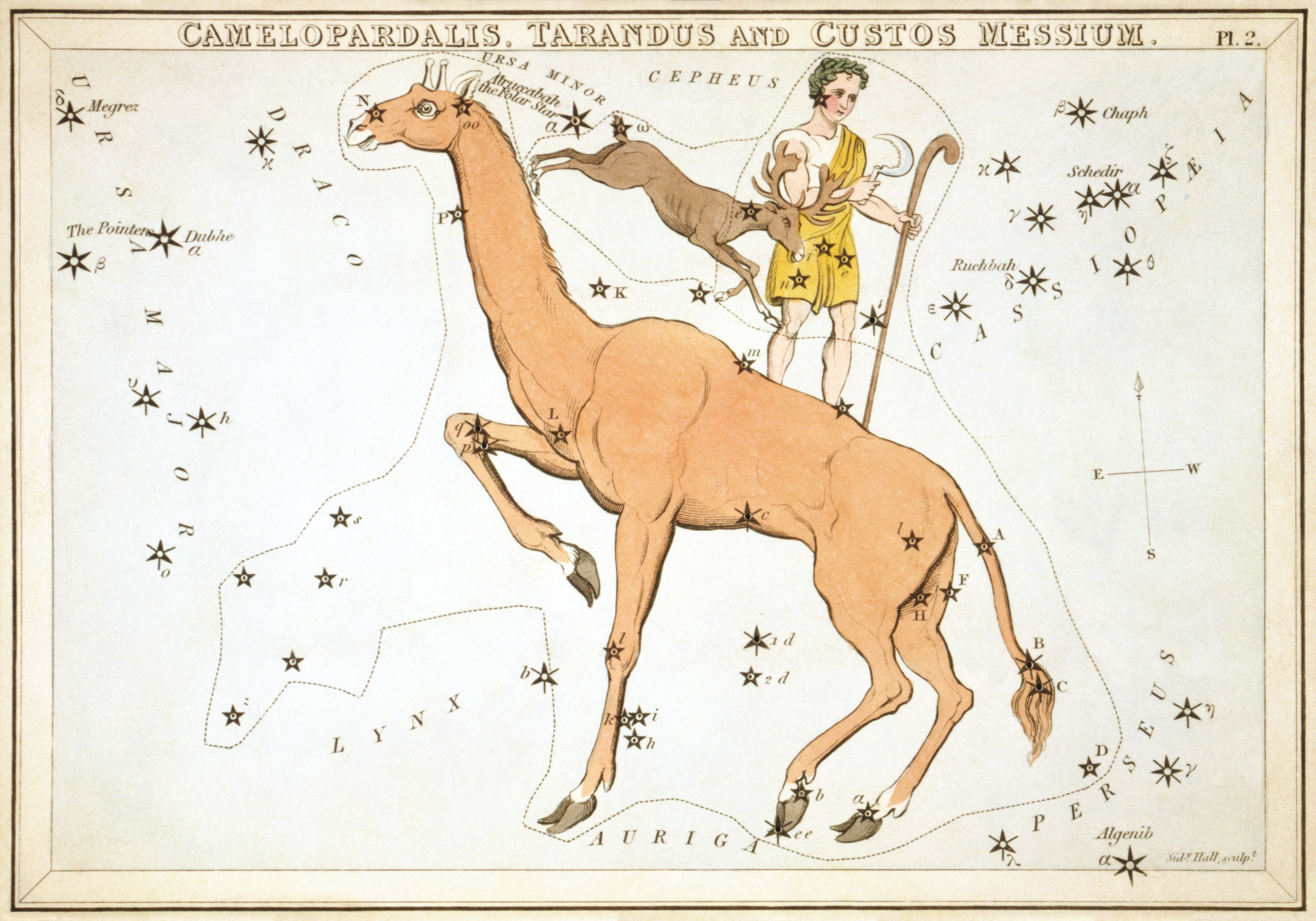
1823年在倫敦出版的一套星座卡片，「烏拉尼亞之鏡」中描繪的鹿豹座。上面顯示了現在被廢棄的星座：馴鹿座（Tarandus）和彗星獵人座（Custos-Messium）。

鹿豹座不在托勒密的《天文學大成》中的48個星座中個。它是由彼得勒斯·普朗修斯於1613年創建的。它最初出現在他設計並由皮特·範·登·基雷製作的地球儀中。一年後，一年後，雅各布·巴奇將其收錄在他的圖集中。約翰·赫維留斯在他的作品中描繪了這個星座。這些作品非常有影響力，因此星座被稱為「Camelopardali Hevelii」或縮寫為「Camelopad. Hevel.」。
1810年，威廉·克羅斯韋爾將該星座的一部分分離出來，形成了飛鼠座（英語：Sciurus Volans）。然而，後來的製圖師並沒有對此進行研究。

## 星座神話
因這個天區沒有高於四等的亮星，因此一直被古希臘人所忽略。直到1612年，荷籍神學家普朗修斯（Petrus Plancius）以长颈鹿代表此天區，牠是聖經中利百加進入迦南地嫁予以撒的座騎。

## 等價物
在中國天文學中，鹿豹座的恆星位於一組被稱為紫微垣的環極恆星內。

## 外部連結
- The Deep Photographic Guide to the Constellations: Camelopardalis （页面存档备份，存于）
- Star Tales – Camelopardalis （页面存档备份，存于）
- NASA – Voyager Interstellar Mission Characteristics （页面存档备份，存于）